# Lysøya
Lysøya est une île norvégienne dans le comté de Hordaland. Elle fait partie du territoire de l'ancienne commune de Øs, aujourd'hui rattachée à Bjørnafjorden.

## Géographie
Rocheuse et couverte d'arbres, elle s'étend sur environ 1,622 km de longueur pour une largeur approximative de 1,133 km. Elle compte deux lacs en son centre ainsi que le village de Lysøen, célèbre pour la Villa Lysøen.

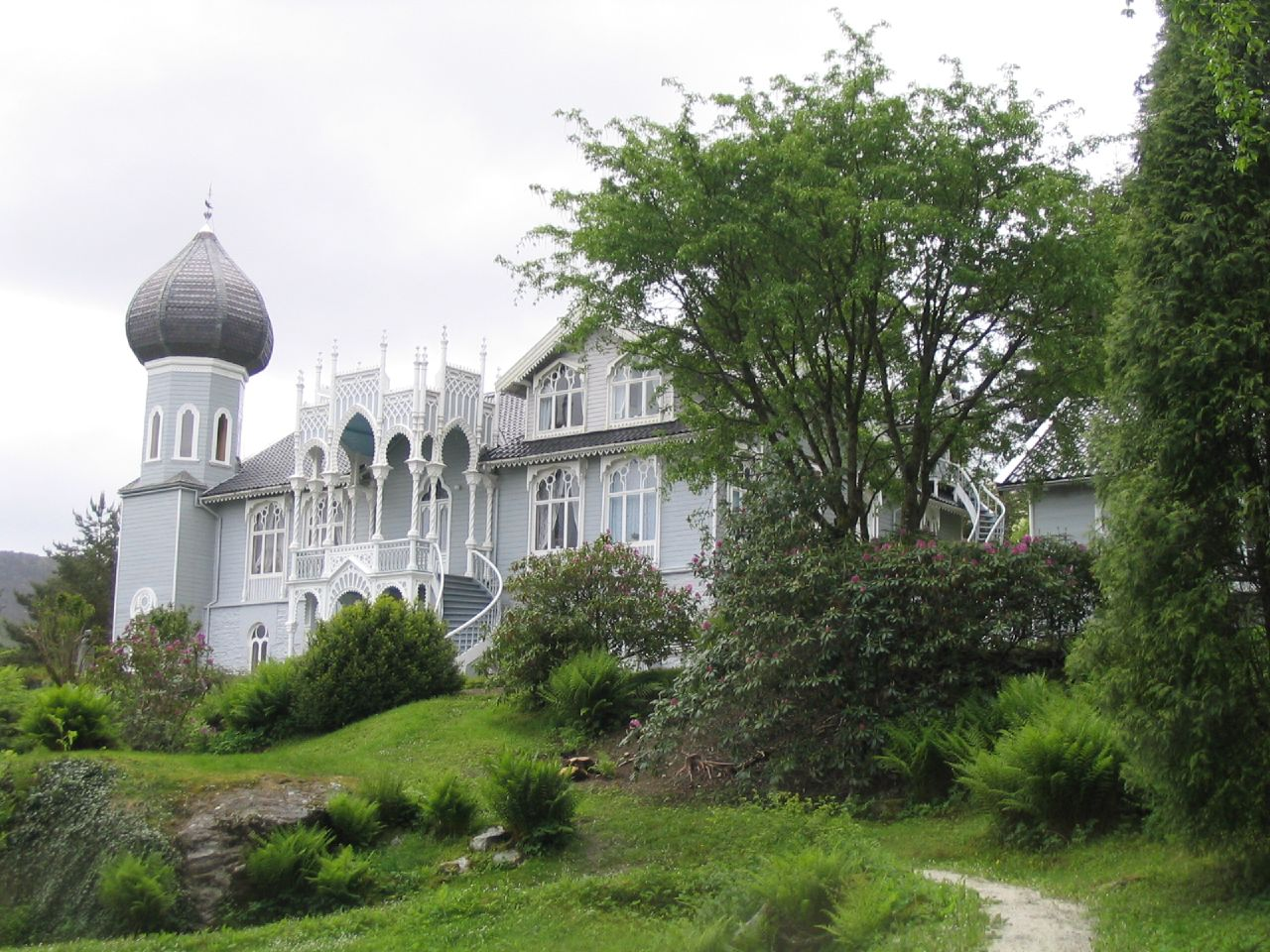
Villa d'Ole Bull à Lysøen
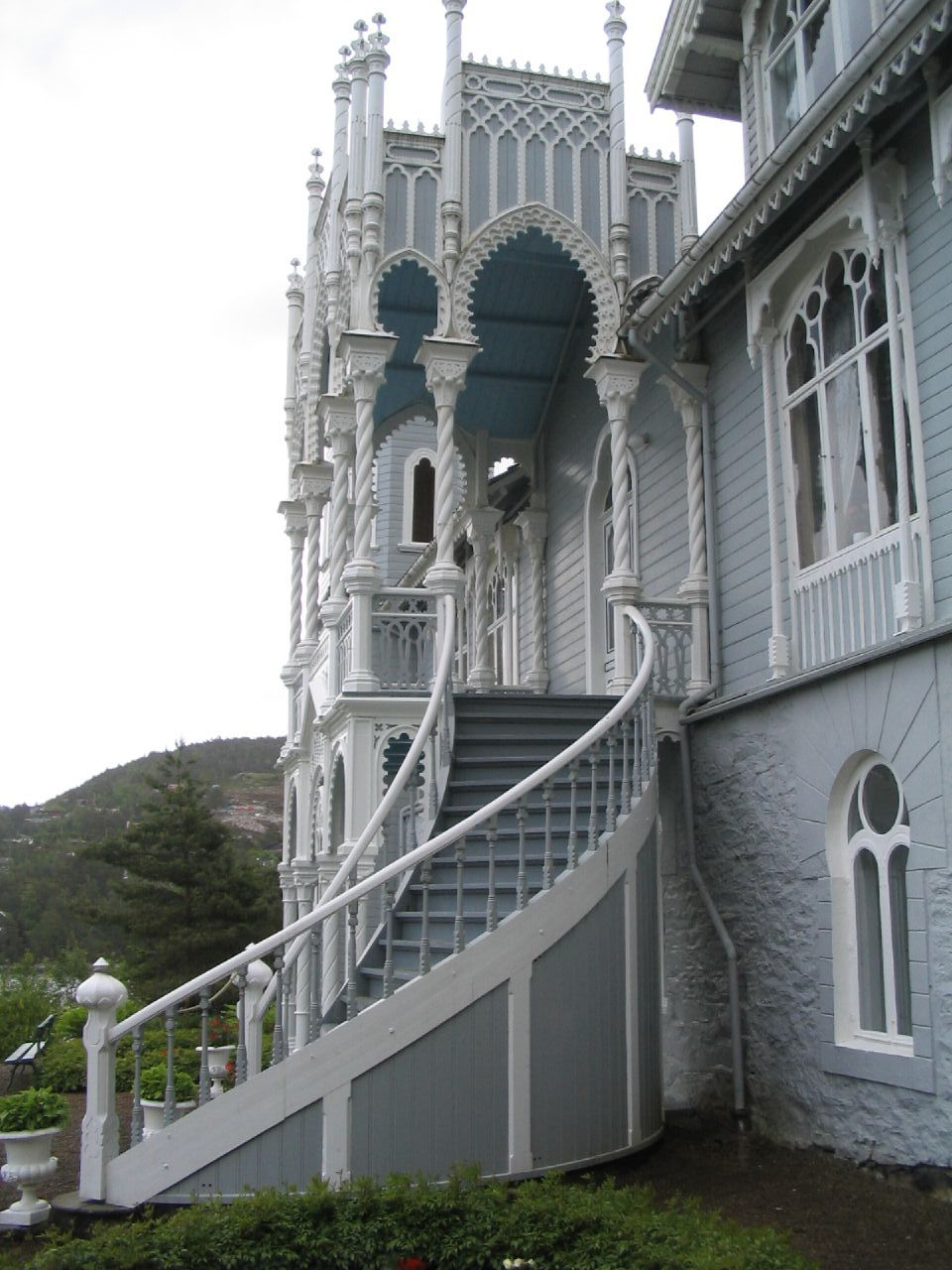
Entrée de la Villa Lysøen